# One King Street West
 (avril 2022).
Si vous disposez d'ouvrages ou d'articles de référence ou si vous connaissez des sites web de qualité traitant du thème abordé ici, merci de compléter l'article en donnant les références utiles à sa vérifiabilité et en les liant à la section « Notes et références ».
Le One King West est un gratte-ciel de 176 mètres de hauteur construit de 2002 à 2005 à Toronto au Canada.
La surface de plancher de l'immeuble est de 47 800 m2 comprenant 574 chambres d'hôtel desservies par 8 ascenseurs. Le parking dispose de 101 places.
Le rapport hauteur/largeur de l'immeuble est de 1 pour 11 ce qui est beaucoup plus que le rapport de 1 à 4 ou de 1 à 6 que l'on rencontre en général pour les gratte-ciel. Cela a posé des difficultés techniques pour limiter le balancement du sommet de la tour dont la largeur n'est que de 17 mètres pour une profondeur de 52 mètres.
L'immeuble a été conçu par l'agence EPA Architects et par l'agence Stanford Downey.
Le promoteur de l'immeuble est Stinson Properties.
La base du bâtiment est intégrée dans un vieil immeuble de 1913 le Dominion Bank Building, conçu par Darling and Pearson (en). L'une des difficultés techniques a d'ailleurs été de développer et d'intégrer dans ce bâtiment classé monument historique, la tour de 176 mètres de hauteur.
L'immeuble comprend un atrium de 6 étages de hauteur avec de la végétation tropicale.